# 柳鏞成
柳鏞成（韓語：유용성，1974年10月25日—），韓國男子羽毛球運動員。
柳鏞成與搭檔李東秀曾代表韓國參加2004年雅典奧運會羽毛球比賽男子雙打項目。他們先在首輪擊敗西班牙的荷西·安東尼奧·克瑞斯波與塞吉歐·洛皮斯，接著在第二輪擊敗印尼的盧盧克·哈迪揚托與阿爾文特·尤利安托。在四分之一決賽裡，他們以11-15、15-11、15-9擊敗馬來西亞的鍾騰福與李萬華。在半決賽裡，他們以9-15、15-5、15-3擊敗丹麥的延斯·艾瑞克森與馬丁·倫嘎德·漢森，但在決賽以15-11、15-4敗給隊友金東文與河泰權而屈居亞軍。

## 主要比賽成績
只列出曾進入準決賽的國際賽事成績：
| 年份   | 賽事                     | 項目     | 搭檔   | 成績 |
| ------ | ------------------------ | -------- | ------ | ---- |
| 2001年 | 香港羽毛球公開賽         | 男子雙打 | 李東秀 | 冠軍 |
| 2003年 | 亞洲羽毛球錦標賽         | 男子雙打 | 李東秀 | 冠軍 |
| 2004年 | 奧林匹克運動會羽毛球比賽 | 男子雙打 | 李東秀 | 銀牌 |

### 奧運會和世錦賽參賽紀錄
|          | 搭檔   | 2004 |
| -------- | ------ | ---- |
| 男子雙打 | 李東秀 | 銀牌 |

## 外部連結
- profile